# 關山大圳
關山大圳為臺灣臺東縣關山鎮境內的一座灌溉水圳系統，該圳最早於西元1907年（明治40年）由當地住民所開鑿，並引水自卑南溪上游進水口位於初來橋下方。

## 沿革
西元1907年由臺灣西部往臺灣東部開墾的漢人引卑南溪水開設里壟圳，是為最初的關山圳，灌溉農地約30公頃，但因所處地帶時常和原住民發生衝突，兩年後放棄里壟圳的管理使用。
日治時期大正4年，1915年後，台灣總督府對當地原住民的管理漸趨嚴格，並正式接管當時已遭放棄的里壟圳，外來移民增多，西元1923年里壟圳公共埤圳成立，1941年改為關山水利組合。
民國37年，關山鎮前鎮長曾玉崙當時擔任關山農田水利會會長，爭取興建大圳，希望藉由水圳的開闢，將關山地區的荒地化為良田。由前臺灣省水利局斥資興建，自卑南溪初來段引水，並以日治時期的里壟圳為基礎重建。
工程自民國37年7月正式動工開鑿，歷時10年，於民國47年10月10日全面完工，圳道主幹線全長20公里，17條支線，排梳型圳系，灌溉面積2,874公頃，並改善因卑南溪湍急溪水易沖毀圳道的缺點，是臺灣東部地區第二大的水圳。

## 設施

### 水利公園
自1999年(民國88年)關山圳開始綠化，在上游四公里導水路旁的管理道路兩側栽植楓樹後，新武呂溪初來段右岸出口的關山圳砂池周遭便建起假山、雙併式涼亭.戲水池和戲水空間做為進水口水利公園。

### 沉砂池
為解決關山大圳淤沙問題，提高大圳的輸水功能，增加灌溉效益，及防範山洪暴發所挾帶的大量砂石流入渠圳幹道，於1989年(民國78年)臺灣省政府撥款興建沈砂池獲得補助款新臺幣3220萬元，建造沈砂池及其週邊設備，並於同年5月完工啟用。為加強水土保持及水資源涵養效能，於1999年(民國88年)，由經濟部水資源局再撥款補助新臺幣500萬元，整治沈砂池週邊環境。

## 紀念碑

### 關山生命之源－大圳簡介
- 由關山鎮公所設立

記載關山大圳興建的緣由、過程及其效益。

### 關山大圳圳史碑
- 由台東農田水利會設立

記載關山大圳興建的緣由、過程及其效益。

### 初來抗日紀念碑
- 由海端鄉公所設立

初來抗日紀念碑位在海端鄉初來部落關山大圳進水口水利公園，為紀念布農族族人在日治時期抗日的英勇事績，與拉瑪達星星紀念公園和逢坂抗日紀念碑，同為海端鄉境內紀錄布農族抵抗日本殖民統治的三大紀念設施。

### 關山大圳五雷鎮水碑及泰山石敢當
- 由當地住民設立[5]

因新武呂溪年年溢漲，導致無法拓地。為防治洪水氾濫，於1923年（日治大正12年）以及1937年（日治昭和12年）分別興建了里壠一號、二號堤防。 而在興建堤防之後，居民擔心潰堤，北庄鄉民提議求神庇祐，求符籤、取靈石，並請一道士畫五雷符一符，刻於石碑之上，豎於新武路驛東方50公尺溪岸，以鎮煞制水，是為五雷鎮水碑。 
鎮水碑立碑時間說法有二，一為1923年（日治大正12年）一號時堤興建後所立；一為一號石堤興建前。據當地居民敘述此碑原立於一號石堤南側的聚落，當時石堤尚未興建，待一號石堤築畢，才遷至堤上，而第三次遷移至現海端車站後方，最後才遷至二號堤上。故此碑因是立於1923年（日治大正12年）以前。 
1968-1973年間（民國57年至62年），因颱風多次來襲，而導致堤防潰決，德高及新福一帶飽受水患，而後村民災後復耕，由一新福里里長提議特向豐泉里代天府五府千歲求乞符籤，並致富里鰲溪取觀音石，刻「泰山石敢當」一座，並於1974年（民國63年）5月端午節時連同舊設「五雷鎮水碑」一同遷設至海端二號石堤上。
現今北庄社區村民每逢農曆7月29日及3月23日媽祖生日時，都會有大規模的祭祀五雷鎮水碑及泰山石敢當的活動。

## 周遭景點
- 關山親水公園
- 關山自行車步道

## 資料來源
1. 1 2 3 4  .   [2014-12-06]. （原始内容存档于2015-08-17）.
2. ↑  .   [2014-12-06]. （原始内容存档于2014-12-08）.
3. ↑  .   [2014-12-06]. （原始内容存档于2014-12-08）.
4. 1 2 3  .   [2014-12-06]. （原始内容存档于2014-12-09）.
5. 1 2 3 4  .   [2004-12-06]. （原始内容存档于2014-12-09）.